# Аарне Ерві
Аарне Ерві (фін. Aarne Adrian Elers; 19 травня 1910, Форсса — 26 вересня 1977, Гельсінкі) — один з чільних архітекторів реконструкції після Другої світової війни у Фінляндії.

## Біографія
Ерві народився у Форссі, вивчав архітектору у Гельсінському технологічному університеті (закінчив у 1935). Після його закінчення він працював в архітекторських фірмах Альвара Аалто і Тойво Паатела, перш ніж відкрити власний офіс в 1938 році.
Ерві був одним з піонерів у використанні бетонних елементів у фінській архітектурі, працюючи над дизайном будівлі Портанії Гельсінського університету в 1949 році. Він також спроектував гідроелектростанції та житлові приміщення для співробітників компанії для компанії Oulujoki Oy. Одна з найбільших гідроелектростанцій Фінляндії в Пяякоскі була спроектована Ерві, як і майже всі довколишні забудови Леппініємі.
Найвідомішою його розробкою є план центру міста Тапіола, який переміг на конкурсі дизайну, що відбувся в 1954 році. Він також спроектував багато інших будівель, включаючи центральну вежу, торгові центри Тапіонторі та Хейкінторі та плавальний зал.
Ерві був почесним членом Американського інституту архітекторів і отримав почесний докторський ступінь в Штутгартському університеті.